# Han Sang-jin
Han Sang-jin (en hangul, 한상진; nacido el 9 de diciembre de 1977) es un actor surcoreano.

## Vida personal
Está casado desde 2004 con la exjugadora y entrenadora de baloncesto Park Jeong-eun.En 2006, viendo que no despegaba su carrera como actor, decidió dejar Corea e irse a Estados Unidos. En su primera noche en este país recibió una propuesta de audición que en principio declinó hacer, pero después cambió de opinión, regresó a Corea, se presentó a aquella y resultó elegido: se trataba de un papel para Behind the White Tower, la serie de MBC con la que su nombre empezó a ser conocido por los espectadores.

## Carrera
Comenzó su actividad profesional como modelo de ropa en 1997, y fue apareciendo desde 1999 en pequeños papeles en algunas series televisivas como KAIST y What Happened in Bali, ambas de SBS. Fue reclutado precisamente por este canal tras ganar en 2000 el concurso para la Selección de Mejores Talentos de SBS. Sin embargo, no fue hasta diez años después cuando se dio a conocer realmente al público. Ello fue posible gracias a su participación primero en la serie de MBC Behind the White Tower, con el papel del médico Park Geon-ha; y sobre todo en el popular drama histórico Yi San, del mismo canal y en el mismo año. Su perfecta recreación de la figura histórica de Hong Guk-yeong, tanto en la apariencia como en su lado humano, le valió el reconocimiento del público: algunos espectadores lo consideraron «el personaje más fresco de Yi San». Estos dos papeles supusieron un punto de inflexión en su carrera ocho años después de su debut, y le procuraron el galardón de mejor actor revelación en los Premios MBC Drama de 2007.
En la pantalla grande, y después de algunos papeles menores y apariciones especiales, su debut real llegó en 2012 con la película de suspenso Code Name: Jackal, donde su personaje es el de Shin, jefe de equipo del centro de entrenamiento de la policía.
Además de su actividad principal como actor, ha dirigido también cortometrajes. Ha ganado el Premio a la Innovación Joven en el 5.º Festival de Cine Juvenil de Daegu con el cortometraje Bukseongno Hero, que dirigió y protagonizó él mismo. Participa también asiduamente en espectáculos de variedades televisivas, sea como presentador o concursante que como invitado.
En cine y televisión ha trabajado casi siempre como actor de reparto, y destaca por su versatilidad en una gran variedad de papeles y géneros. Aunque en sus primeros años solía ser elegido para interpretar personajes positivos, en 2014 y 2015 dio pruebas de dicha versatilidad encarnando papeles de villano: el frío y despiadado Do Sang-ho de Big Man; el Ryu Seung-yeon con un enfoque cómico de Hyde, Jekyll, Me; y tres años después con el recordado Jang Myung-hwan, también un villano, de la telenovela diaria de KBS2 Mysterious Personal Shopper.
El 28 de junio de 2022 firmó un contrato de representación exclusiva con la agencia JFLEX.

## Filmografía

### Cine
| Año  | Título                              | Hangul                       | Papel                                | Notas                                                                                              | Ref.          |
| ---- | ----------------------------------- | ---------------------------- | ------------------------------------ | -------------------------------------------------------------------------------------------------- | ------------- |
| 2005 | All for Love                        | 내 생애 가장 아름다운 일주일 | Detective joven                      | |               |
| 2010 | Foxy Festival                       | 페스티발                     | Repartidor                           | Aparición especial                                                                                 | [ 8 ]         |
| 2011 | Mama                                | 마마                         | Jefe de la banda rival de Seung-chul | Aparición especial                                                                                 | [ 13 ]        |
| 2012 | Code Name: Jackal                   | 자칼이 온다                  | Jefe de equipo Shin                  | | [ 14 ] [ 15 ] |
| 2014 | Twinkle, mi corazón late con fuerza | 반짝반짝 두근두근            | Yoon                                 | Cortometraje; coprotagonista junto a Park Bo-gum                                                   | [ 16 ]        |
| 2018 | Nueve días                          | 나인데이즈                   | Kim Tae-seok                         | Cortometraje; coprotagonista junto a Song Yoon-ah. Primera película de realidad virtual surcoreana | [ 17 ] [ 18 ] |

### Series de televisión
| Año  | Título                        | Papel                    | Canal          | Notas                     | Ref.          |
| ---- | ----------------------------- | ------------------------ | -------------- | ------------------------- | ------------- |
| 1999 | KAIST                         | Seo Dong-sik             | SBS            |                           | [ 4 ]         |
| 1999 | Who Are You                   | Kim Ki-bae               |                |                           |               |
| 2001 | Wonderful Days                | Park Tae-beom            |                |                           |               |
| 2001 | I Still Love You              | Secretario Jang          |                |                           |               |
| 2004 | What Happened in Bali         | Empleado de Parksland    | SBS            |                           | [ 4 ]         |
| 2004 | Proposal                      | Seung-wook               |                |                           |               |
| 2005 | Golden Apple                  |                          |                |                           | [ 5 ]         |
| 2005 | Only You                      |                          | SBS            |                           |               |
| 2005 | Marrying a Millionaire        | Asistente Na Sang-soo    | SBS            |                           |               |
| 2007 | Behind the White Tower        | Park Geon-ha             | MBC            |                           | [ 10 ]        |
| 2007 | Yi San                        | Hong Guk-yeong           | MBC            |                           | [ 4 ] [ 6 ]   |
| 2009 | My Too Perfect Sons           | Song Sun-poong           | KBS2           |                           |               |
| 2009 | Temptation of an Angel        | Shin Hyun-woo            | SBS            | Protagonista              | [ 19 ]        |
| 2010 | Marry Me, Please              | Han Kyung-hoon           | KBS2           |                           | [ 20 ]        |
| 2011 | Deep Rooted Tree              | Shim Jong-soo            | SBS            |                           |               |
| 2012 | The King's Doctor             | Rey Hyeonjong de Joseon  | MBC            |                           | [ 21 ]        |
| 2013 | The Secret of Birth           | Choi Ki-tae              | SBS            |                           |               |
| 2013 | More and More                 | Jae-moon                 | MBC            | Drama Festival, un ep.    |               |
| 2014 | Big Man                       | Do Sang-ho               | KBS2           |                           | [ 22 ] [ 23 ] |
| 2014 | Birth of a Beauty             | Han Min-hyeok            | SBS            |                           | [ 24 ] [ 25 ] |
| 2015 | Hyde, Jekyll, Me              | Ryu Seung-yeon           | SBS            |                           | [ 11 ] [ 26 ] |
| 2015 | Six Flying Dragons            | Monk Juk-ryong           | SBS            |                           | [ 27 ] [ 28 ] |
| 2015 | My Fantastic Funeral          | Park Geon-ha             | SBS            |                           |               |
| 2017 | Circle                        | Park Dong-gun            | tvN            |                           | [ 29 ] [ 30 ] |
| 2018 | Mysterious Personal Shopper   | Jang Myung-hwan          | KBS2           |                           | [ 12 ]        |
| 2018 | My Contracted Husband, Mr. Oh | Bang Yong-nim            | MBC            |                           | [ 31 ] [ 32 ] |
| 2018 | Love Alert                    |                          | MBN            | Aparición especial        |               |
| 2019 | Haechi                        | Wi Byung-joo             | SBS            |                           | [ 33 ]        |
| 2019 | The Nokdu Flower              | Campesino en la revuelta | SBS            | Aparición especial, ep. 2 | [ 34 ] [ 35 ] |
| 2019 | Welcome 2 Life                | Kang Yoon-gi             | MBC            |                           | [ 36 ] [ 37 ] |
| 2019 | Perfume                       | Exmarido de Han Ji-na    | KBS2           |                           |               |
| 2020 | The Teacher                   | Profesor de matemáticas  | KBS2           | KBS Drama Special         |               |
| 2021 | Lovers of the Red Sky         | Ha Seong-jin             | SBS            | Aparición especial        | [ 38 ]        |
| 2021 | The All-Round Wife            | Kang Nam-goo             | KBS1           |                           | [ 10 ] [ 39 ] |
| 2022 | The Forbidden Marriage        | Ahn Ji-hyung             | MBC            | Aparición especial        | [ 40 ]        |
| 2024 | El heredero ilegítimo         | Kang In-joo              | Disney+        | Serie web                 | [ 41 ] [ 42 ] |
| 2024 | The Midnight Studio           | Gerente Kim              | ENA y Genie TV |                           | [ 43 ] [ 44 ] |
| 2024 | Borrador de malos recuerdos   | Hong Jun-man             | MBN            |                           | [ 45 ]        |
| 2024 | The Judge from Hell           | Joo Hyung-seok           | SBS            |                           | [ 46 ] [ 47 ] |

## Otras actividades

### Variedades televisivas
| Año  | Título              | Función              | Notas                                                                           | Ref.          |
| ---- | ------------------- | -------------------- | ------------------------------------------------------------------------------- | ------------- |
| 2010 | Hot Brothers        | Miembro del reparto  |                                                                                 | [ 48 ] [ 20 ] |
| 2014 | The King of Food    | Miembro del reparto  |                                                                                 |               |
| 2023 | Party Resolution    | Presentador invitado | Segunda temporada, 18 de abril. Con Park Eun-hye y Jeong Hyeok                  | [ 49 ] [ 50 ] |
| 2023 | King of Mask Singer | Concursante          | Prog. del 31 de diciembre. Apareció con el seudónimo Pesadilla antes de Navidad | [ 51 ]        |

## Premios y nominaciones
| Año  | Premios                               | Categoría                                       | Papel                          | Resultado | Ref.   |
| ---- | ------------------------------------- | ----------------------------------------------- | ------------------------------ | --------- | ------ |
| 2007 | MBC Drama                             | Mejor actor revelación                          | Behind the White Tower, Yi San | Ganador   | [ 4 ]  |
| 2008 | 44.os Baeksang Arts                   | Mejor actor revelación (TV)                     | Yi San                         | Nominado  |        |
| 2009 | KBS Drama                             | Mejor actor de reparto                          | My Too Perfect Sons            | Nominado  |        |
| 2010 | KBS Drama                             | Premio a la excelencia, actor en drama diario   | Marry Me, Please               | Nominado  |        |
| 2012 | MBC Drama                             | Premio a la excelencia, actor en drama especial | The King's Doctor              | Nominado  | [ 52 ] |
| 2014 | SBS Drama                             | Premio a la excelencia, actor en drama especial | Birth of a Beauty              | Nominado  |        |
| 2018 | 26.os Korea Culture and Entertainment | Premio a la excelencia, actor en drama          | Mysterious Personal Shopper    | Ganador   | [ 53 ] |
| 2018 | KBS Drama                             | Premio a la excelencia, actor en drama diario   | Mysterious Personal Shopper    | Nominado  |        |
| 2021 | KBS Drama                             | Premio a la excelencia, actor en drama diario   | The All-Round Wife             | Nominado  | [ 54 ] |
| 2022 | 8.os APAN Star                        | Premio a la excelencia, actor en drama diario   | The All-Round Wife             | Ganador   | [ 55 ] |